# Георги Данев (общественик)
Вижте пояснителната страница за други личности с името Георги Данев.
Георги Атанасов Данев е български общественик, деец на Македонска патриотична организация „Тодор Александров“ в Брюксел, Белгия.

## Биография
Георги Данев е роден на 22 август 1935 година в град Петрич, Царство България, в семейството на бежанци от Егейска Македония. Завършва  гимназия в родния си град. През 1955 година бяга нелегално през границата и попада в гръцките затвори и емигрантски лагери. През април 1957 година се установява в Брюксел, Белгия. Заедно с Коста Маринополиев от Петрич, участват в създаването на МПО „Тодор Александров“ същата година. Неколкократно е избиран за председател и секретар на дружеството. Поддържа тесни контакти с Иван Михайлов. С Иван Михайлов е можело да се направи директна връзка чрез Георги Данев, който е в Белгия. Връзката с Данев е Димитър Въндев от Петрич, син на бившия войвода на ВМРО – Георги Въндев.
През 1988 година заедно със семейството си се установява в Торонто, Канада, а след демократичните промени в България, често се връща в родния си град. 
Умира на 1 февруари 2009 година в дома си в Торонто при трагичен инцидент. На 23 юли 2011 година е открита паметна плоча в негова чест пред дома му в Петрич.